# Richard Kuremaa
Richard Kuremaa (* 12. Januar 1912 in Tallinn; † 10. Januar 1991 ebenda) war ein estnischer Fußballspieler.

## Karriere
Seine Karriere begann er beim Hermes Tallinn, um dann weiter in verschiedenen Tallinner Klubs zu wechseln. Es folgte ein kurzer Abstecher zu Tervis Pärnu und zum Ende seiner Karriere spielte er bei Olümpia Tartu. Für die Nationalmannschaft Estlands bestritt 42 Länderspiele und traf dabei 19 Mal.